# Гринів Іван Михайлович
Іван Михайлович Гри́нів (нар. 26 травня 1930, Ковалькув — пом. 19 червня 1994, Івано-Франківськ) — український архітектор.

## Життєпис
Народився 26 травня 1930 року в селі Ковалькуві (тепер Мазовецьке воєводство, Польща) в родині Михайла, вчителя за фахом, та Ксенії (до шлюбу Новикова). Батько Івана воював за Австрію в Першій світовій війні. Потрапив у російський полон. У Ташкенті одружився й по закінченні війни переїхав з дружиною до рідного села Підгірки. У пошуках роботи родина переїхала до Ковалькува, де Михайло Гринів обіймав посаду директора сільської школи. 1943 року повернулися до Підгірок. У 1949 році Іван Гринів вступив на архітектурний факультет Львівського політехнічного інституту, який закінчив 1954 року.
По закінченні інституту Івана Гриніва направили на роботу до Ворошиловграда. Через рік він повернувся до Станіславова (тепер Івано-Франківськ) й пішов працювати в «Облсільпроект», який 1963 року став філією київського «Діпроміста». У цьому закладі працював протягом 1955—1990 років. Обіймав посади: архітектора, головного архітектора проєктів, начальника архітектурно-планувальної майстерні. На початку 1960-х років кілька років працював у Івано-Франківському проєктно-конструкторському технологічному інституті.
Помер в Івано-Франківську 19 червня 1994 року.

## Споруди

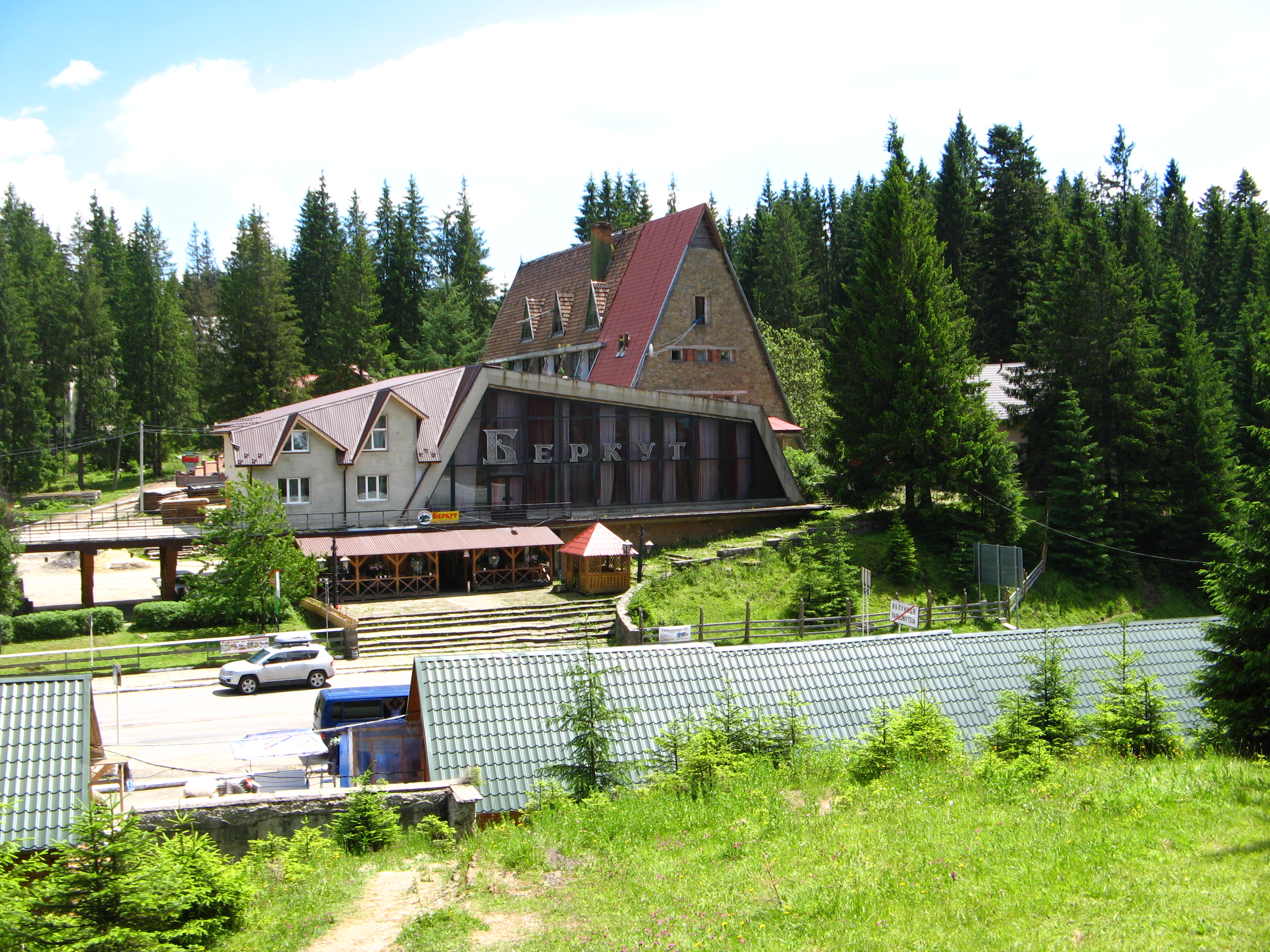
готель-ресторан «Беркут»

Іван Гринів був автором та співавтором таких об'єктів:
- будівля проектно-конструкторського технологічного інституту в Івано-Франківську; нині Державна податкова адміністрація на вулиці Незалежності (1962, у співавторстві);
- готель-ресторан «Беркут» у селі Яблуниці на Яблуницькому перевалі в Карпатах (1969);
- турбаза «Гуцульщина» в Яремчі (1963, співавтори І. Боднарук, В. Лукомський та В. Стасів);
- турбаза «Карпати» в Косові (1970);
- клуб у селі Дзвинячі (1981);
- база відпочинку в селі Старій Гуті (1983);
- реконструкція центру міста Коломиї (1985—1993).